# Сан Микеле (Фрозиноне)
Сан Микеле је насеље у Италији у округу Фрозиноне, региону Лацио.
Према процени из 2011. у насељу је живело 587 становника. Насеље се налази на надморској висини од 290 м.